# Hendrik de Fromantiou

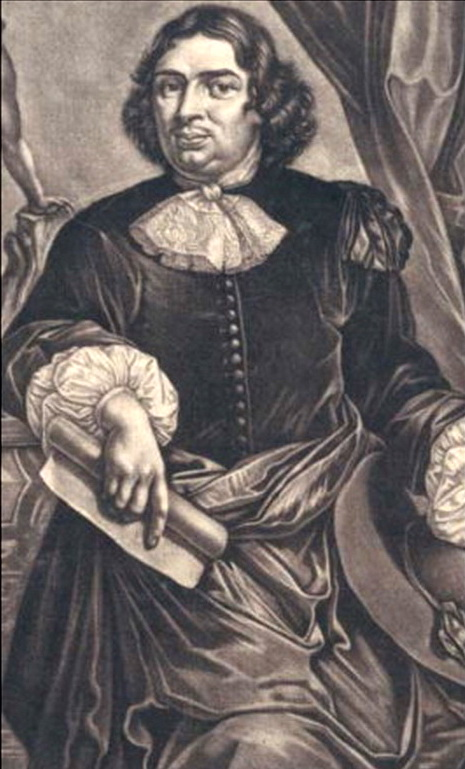

Hendrik (Henri) de Fromantiou (Maastricht, ca. 1633-1634 – Potsdam, na 1693) was een Nederlands schilder, restaurator en conservator, die lange tijd in dienst was van de keurvorsten van Brandenburg in Berlijn.

## Biografische schets
Hendrik de Fromatiou werd in Maastricht geboren als zoon van een militair. Toen vader De Fromantiou werd overgeplaatst, verhuisde het gezin mee.
Zijn naam wordt op talloze manieren gespeld. Hij was van omstreeks 1658 tot omstreeks 1670 werkzaam in Den Haag. In 1662 trad hij in Amsterdam op als getuige. In het Rampjaar 1672 vertrok hij naar Berlijn, waar hij benoemd werd tot hofschilder van Frederik Willem, keurvorst van Brandenburg. Fromantiou bleef uiteindelijk minstens tot 1693 in Berlijn werkzaam. In zijn functie als hofschilder ondernam hij verschillende reizen en als Nederlander hield hij contact met de Republiek. Zo reisde hij in 1672 naar Amsterdam, Den Haag, Antwerpen en Rotterdam; in 1677 naar Haarlem en (in mei van dat jaar) naar Amsterdam; in 1682 naar Londen; in 1683 naar Den Haag en Amsterdam; in 1684 naar Gdańsk en in december 1687 naar Amsterdam. Op 1 september 1691 was hij nog in Haarlem.
Van Fromantiou zijn vooral stillevens bekend (bloem-, jacht-, vruchten- en vanitasstillevens). Ook schilderde hij dieren en trompe l'oeils. Werk van Fromantiou bevindt zich onder andere in het Bonnefantenmuseum in Maastricht (3 stillevens), het Museum Mayer van den Bergh in Antwerpen en het Noordbrabants Museum in 's-Hertogenbosch.

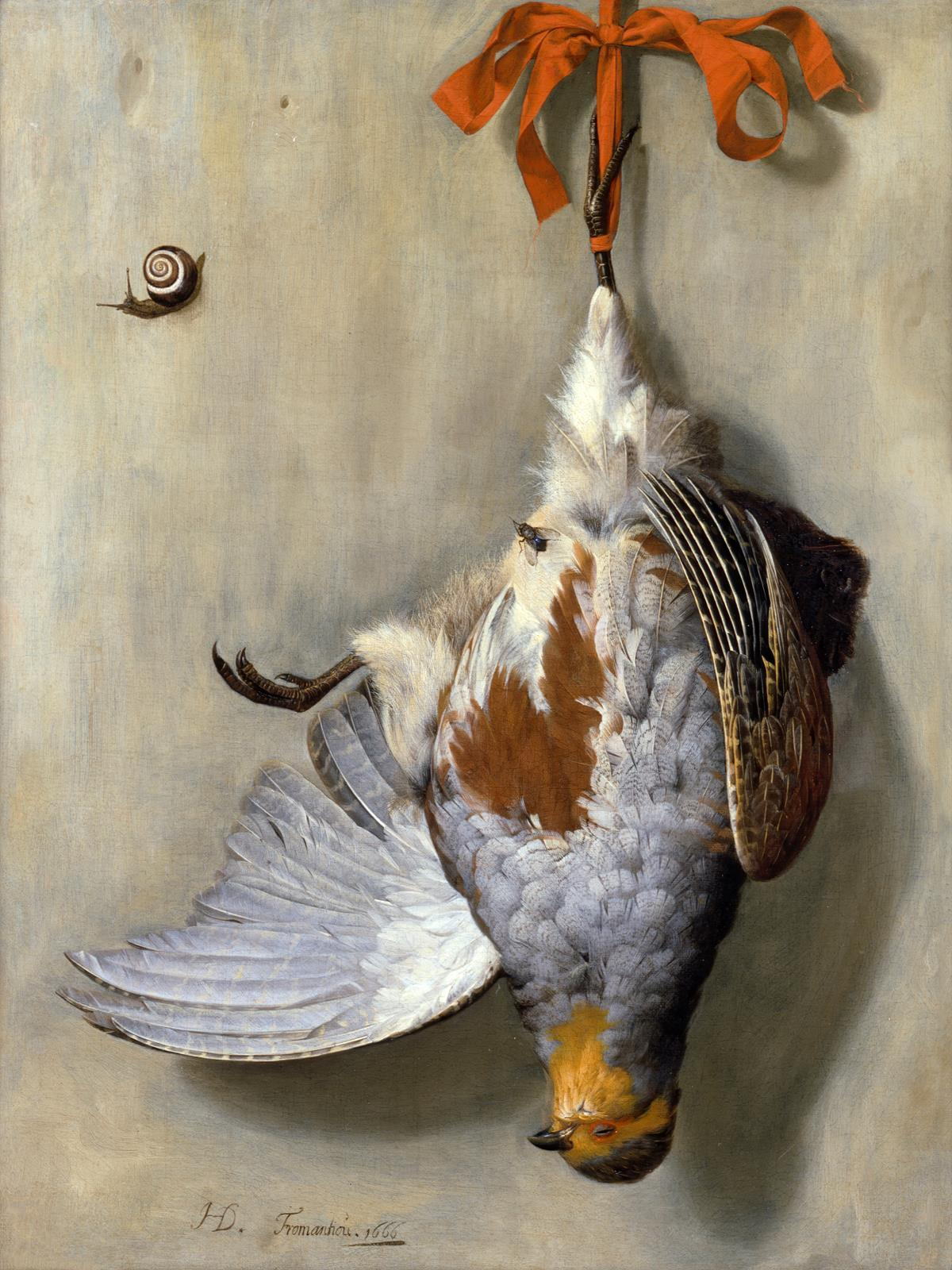
Trompe l'oeil met patrijs hangend aan rood lint (1666), privécollectie
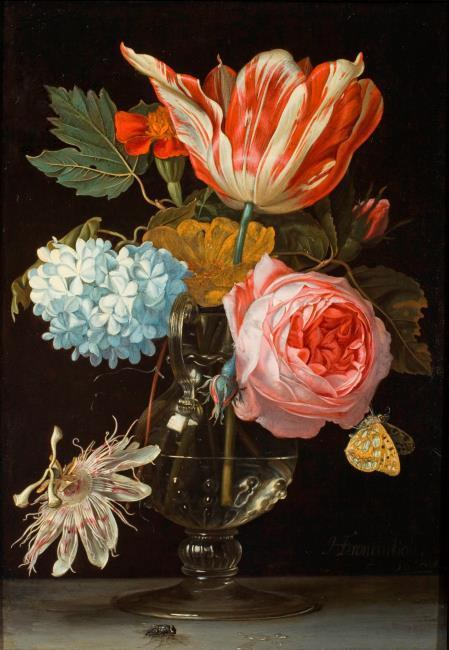
Bloemen in een vaas, met passiebloem (1668), privécollectie VS
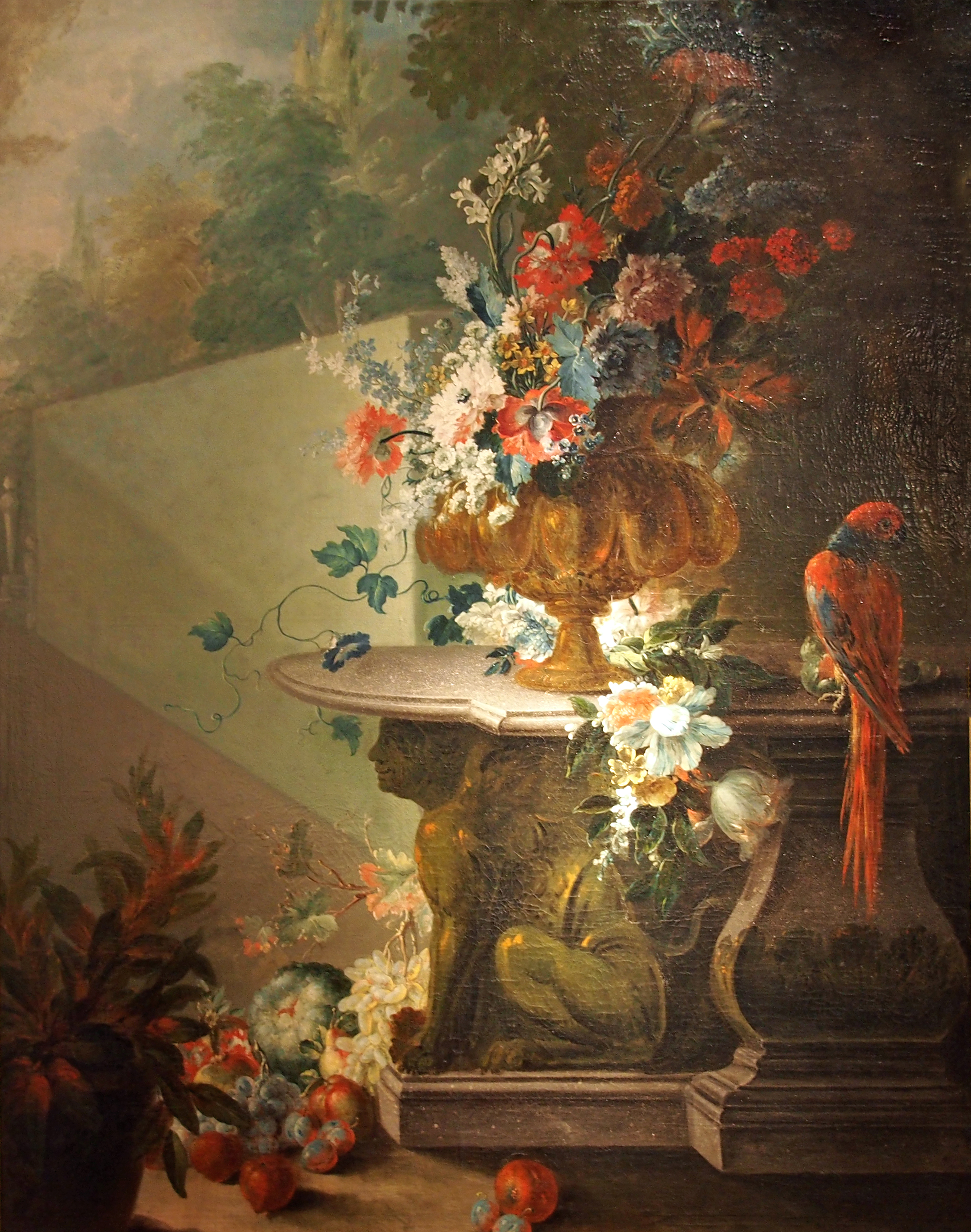
Stilleven met papegaai (1672), Residenzmuseum im Celler Schloss, Celle
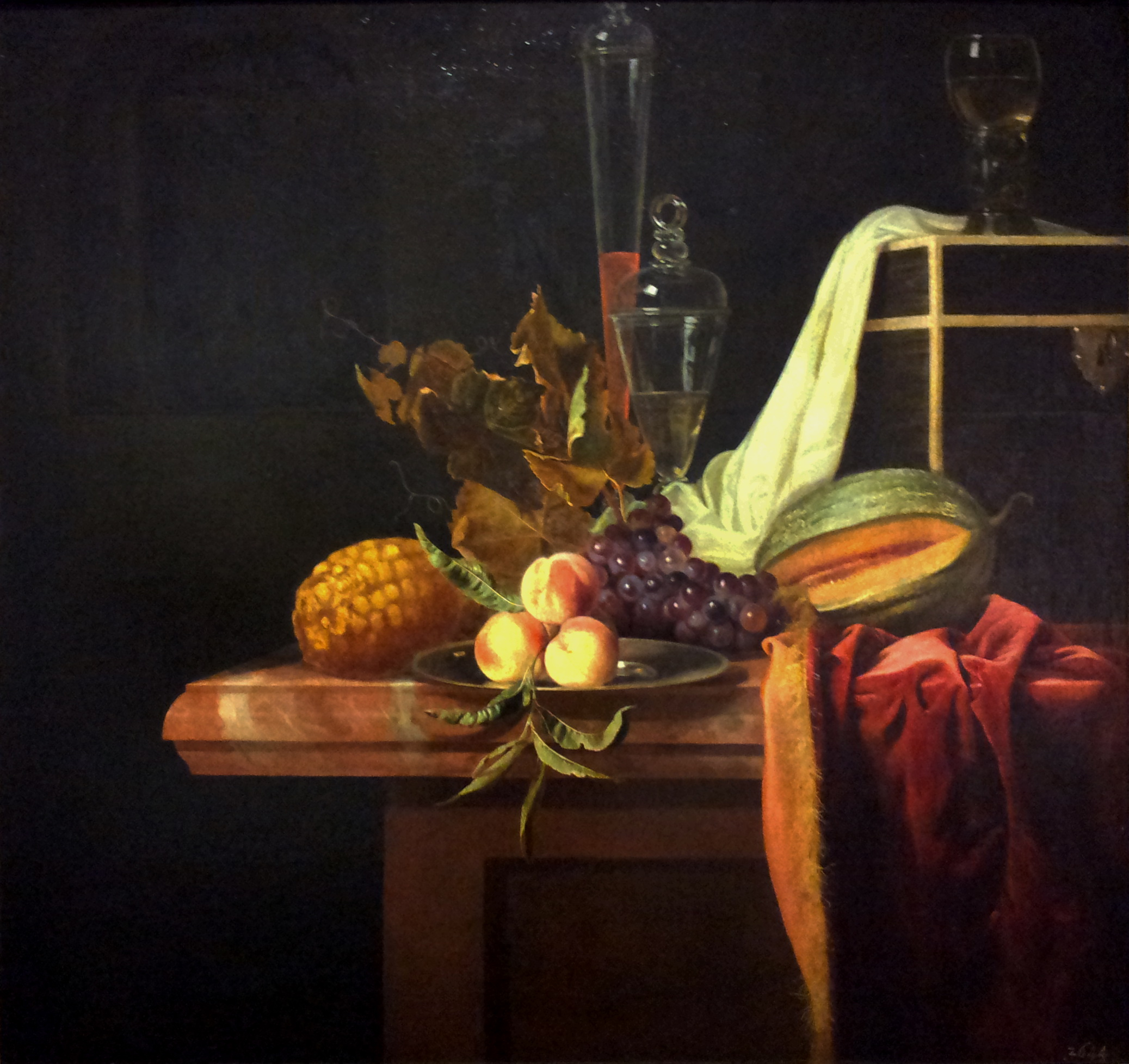
Stilleven met fruit en glazen (ca. 1675), Bonnefanten-museum, Maastricht

- Biografisch Portaal: 18234136
- Gemeinsame Normdatei: 126351554
- International Standard Name Identifier: 0000 0000 7044 5364
- Library of Congress Control Number: no2015085981
- RKD-Nederlands Instituut voor Kunstgeschiedenis: 29619
- Système universitaire de documentation: 184693195
- Union List of Artist Names: 500001920
- Virtual International Authority File: 95692161
- WorldCat: E39PCjFP6Q8XQ7bBDmgpRYcDxC